# Psychotria sloanei
Psychotria sloanei är en måreväxtart som beskrevs av Ignatz Urban. Psychotria sloanei ingår i släktet Psychotria och familjen måreväxter. Inga underarter finns listade i Catalogue of Life.